# Antoni Andrzej Zalewski
Antoni Andrzej Zalewski (ur. 30 listopada 1897 w Warszawie, zm. 1 marca 1986 w Partridge Green, Horsham, West Sussex, Anglia) – polski taternik i alpinista, polityk, poseł na Sejm Litwy Środkowej oraz na Sejm Ustawodawczy, urzędnik konsularny i dyplomata, zakonnik.

## Życiorys
Urodził się w rodzinie Konstantego i Zofii z Winckowskich. Absolwent Wyższej Szkoły Handlowej w Warszawie (1917). Od 1911 roku działał w harcerstwie, był członkiem OMN. W 1914 roku służył w Wolnej Szkole Wojskowej, od 1916 roku był w POW (w Warszawie i Żelechowie). Od 1918 służył w Straży Kresowej na Podlasiu. W listopadzie 1918 roku brał udział w rozbrajaniu Niemców w Warszawie. W 1918 wstąpił ochotniczo do Wojska Polskiego, w którym służył do 1920 roku. Był członkiem „Zet”-u i Związku Patriotycznego.
Był posłem na Sejm Wileński (1922), następnie delegowanym do Sejmu Ustawodawczego (1922). Zasiadał w Klubie Rad Ludowych.

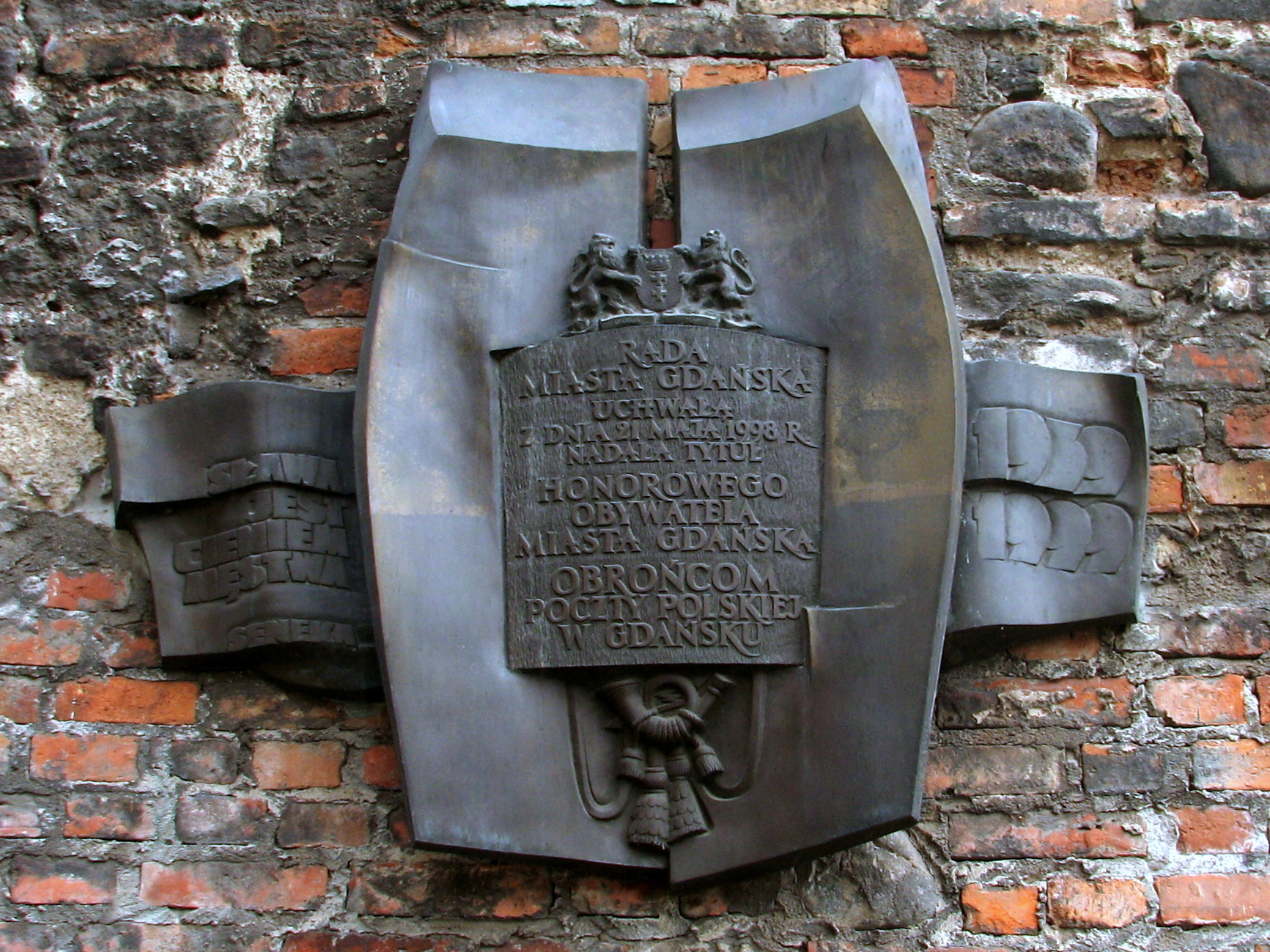
Tablica w Gdańsku upamiętniająca nadanie w 1998 obrońcom poczty honorowego obywatelstwa Gdańska

Od 1929 roku wykonywał również obowiązki nauczyciela i dziennikarza. Od 1923 roku uprawiał taternictwo w Tatrach, oraz alpinizm we francuskich Alpach (1929–1930).
1 lutego 1930 roku wstąpił do polskiej służby zagranicznej, pełniąc m.in. obowiązki attaché konsularnego w Olsztynie (1930–1932), pracownika ambasady w Berlinie (1933–1934), wicekonsula i konsula w Olsztynie (1 lipca 1934 – 30 listopada 1936), prowizorycznego radcy Komisariatu Generalnego RP w Gdańsku (od 1 grudnia 1936).
Był jednym z obrońców Poczty Polskiej w Gdańsku (1939), po aresztowaniu więziony przez Gestapo, i wymieniony na wziętego do niewoli generała niemieckiego. Walczył potem w WP, m.in. pod Dunkierką i w bitwie o Narwik. W 1946 roku wstąpił w Anglii do zakonu kartuzów, przebywając w kartuzji St. Hughs (St. Hughs Charterhouse) pod Horsham, i tam zmarł.
Na epizodach Antoniego Zalewskiego oparł częściowo jedną ze swych powieści („Na tropach Smętka”) Melchior Wańkowicz.